# Жуковский, Дмитрий Евгеньевич
Дми́трий Евге́ньевич Жуко́вский (10 [23] августа 1868 — 2 июня 1943) — русский общественный деятель, издатель, редактор и переводчик.

## Биография
Родился в 1868 году в семье коменданта Новогеоргиевской крепости, генерал-лейтенанта Евгения Михайловича Жуковского, внук генерал-интенданта Михаила Степановича Жуковского, племянник статс-секретаря императора Степана Михайловича Жуковского.
В 1878 году семья переехала в Санкт-Петербург, здесь Дмитрий Жуковский окончил гимназию и в 1887 году поступил в физико-математический факультет Императорского Санкт-Петербургского университета и пройдя курс наук в 1888 году был отчислен из него по собственному желанию. Жуковский уезжает за границу, где продолжает естественнонаучное образование в университетах Парижа и Германии, окончил факультет биологии Гейдельбергского университета.
С 1899 года занимался издательской деятельностью, был издателем и одним из пайщиков журнала «Жизнь». С 1901 года являлся одним из спонсоров издания газеты «Искра» носил псевдонимы «Золотой клоп» и «Золотой мешок». С 1902 года владелец издательства «Образование», участник сборника «Проблемы идеализма» и сделал начальный взнос на издание журнала «Освобождение», член Союза освобождения, был на его учредительном съезде в 1903 г. в Шаффхаузене. 25 апреля 1904 был арестован при провозе через границу 100 экземпляров журнала.
С 1903 года также являлся издателем журнала «Новый путь», в котором сотрудничали бывшие марксисты, перешедшие в лагерь идеализма: Н. А. Бердяев и С. Н. Булгаков, философы Н. О. Лосский и С. Л. Франк, писатели А. М. Ремизов и Г. И. Чулков. Издавал произведения Ж. Руссо, Ф. Ницше, греческих мыслителей, многотомные издания новой философии: Рене Декарта, Готфрида Лейбница, Бенедикта Спинозу, Иоганна Фихте, Иммануила Канта и Георга Гегеля. С 1905 года редактор-издатель литературно-общественного журнала «Вопросы жизни», с редакцией которого сотрудничали: А. А. Блок, Н. А. Бердяев, С. Н. Булгаков, Д. С. Мережковский, В. И. Иванов, А. Белый, Ф. К. Сологуб и другие. В 1905—1907 годах в период Первой русской революции, состоял членом кадетской партии.
С 1909 года семья Жуковского переезжает в Москву, с 1910 года их дом в Москве, в Кречетниковском переулке, стал знаменитым литературно-философским салоном. Здесь собирались многие литераторы и философы, близкими друзьями супругов были Н. А. Бердяев, Л. И. Шестов, С. Н. Булгаков, В. И. Иванов, М. А. Волошин (был шафером на свадьбе Жуковского и Герцык), С. Я. Парнок, М. И. Цветаева и другие.
В 1915 году в Судаке построил дом для своей семьи. После Октябрьской революции 1917 года Жуковский с семьей переезжает в Судак, где в годы Гражданской войны занимается виноградарством. В 1921 году Жуковский был арестован по подозрению в «заговоре против Советской власти», но вскоре был освобождён за необоснованностью обвинений, вскоре жена Жуковского поэтесса Аделаида Герцык была арестована и провела три недели в подвале судакской ВЧК, в результате ею были написаны знаменитые «Подвальные очерки».
После 1922 года семья Жуковского переезжает в Симферополь где Жуковскому его старый знакомый профессор А. Г. Гуревич предложил работу ассистента при кафедре биофизики Крымского университета им. М. В. Фрунзе. занимался научной деятельностью, переписывался с В. И. Вернадским.
14 июня 1927 года Д. Е. Жуковский был арестован органами ГПУ. Непосредственным поводом к аресту послужило то обстоятельство, что Жуковский активно воспротивился рекомендованной обкомом ВКП(б) кандидатуре доцента Вайсберга на должность директора Крымского пединститута. Жуковский обвинялся в том, что он «распространяет ложные слухи, дискредитируя существующий строй Советской власти». На допросах 30 июня и 13 июля ему припомнили все: и пребывание в партии кадетов, и критику советского строя за массовые репрессии, за отсутствие свободы слова и печати. Как явствует из протоколов допросов, Жуковский, критикуя большевиков, заявлял, что «страной правит партия, а нe народ». 16 июля 1927 года последовало обвинительное заключение. Жуковский привлекался к уголовной ответственности за то, что «среди профессуры и студенчества Крымского пединститута вел антисоветскую агитацию, открыто высказывался против Советской власти, создал реакционно настроенную группу из профессуры, которая при перевыборах ректора института вела агитацию против кандидатуры, выставленной областным комитетом ВКП(б)». 26 сентября 1927 года последовало постановление Особого Совещания при Коллегии ОГПУ при СНК СССР: три года ссылки.
В 1927 году был выслан из Крыма в Тотьму Вологодской области. В 1930 году после окончания трехлетней ссылки ему был введён запрет на возвращение в Крым и столичные города, он переехал в Иваново и устроился работать в лабораторию городской больницы. В 1935 году переехал в Курск, где заведовал лабораторией в городской больнице.
Умер 2 июня 1943 года в Курской области. Реабилитирован 13 февраля 1995 года прокуратурой Крыма.

## Семья
- Жена: Аделаида Казимировна Герцык (1874—1925) — русская поэтесса Серебряного века, прозаик и переводчица
- Сын: Даниил (1909—1938) — русский поэт и переводчик[1]
- Сын: Никита (1913—1995) — врач-фтизиатр